# Phil Davies (rugby à XV, 1981)
Pour les articles homonymes, voir Phil Davies et Davies.
Pas d'image ? Cliquez ici

a Compétitions nationales et continentales officielles uniquement.

Dernière mise à jour le 15 décembre 2021.
Phil Davies, né le 30 avril 1981 à Chester (Angleterre), est un ancien joueur de rugby à XV anglais qui évoluait au poste de troisième ligne centre au sein de l'effectif Section paloise où il termine sa carrière.

## Carrière
- 2000-2001 : Harlequins  Angleterre
- 2001-Janvier 2005 : Sale Sharks  Angleterre
- Janvier 2005-2007 : Aviron bayonnais  France
- 2007-2009 : Harlequins  Angleterre
- 2009-2010 : Section paloise  France

## Palmarès
- Vainqueur du Challenge européen : 2001, 2002
- Finaliste de la coupe Coupe d'Angleterre : 2001, 2004
- Équipe d'Angleterre -21 ans